# Шолпанкудук
Шолпанкудук (каз. Шолпанқұдық, до 2001 г. — Жанадала) — село в Жетысайском районе Туркестанской области Казахстана. Входит в состав Макталинского сельского округа. Код КАТО — 514479400.

## Население
В 1999 году население села составляло 251 человек (120 мужчин и 131 женщина). По данным переписи 2009 года, в селе проживал 321 человек (164 мужчины и 157 женщин).